# Mohammed Qassim
Mohammed Qassim (ur. 28 listopada 1981) – emiracki piłkarz grający na pozycji obrońcy.